# Комун-Нуово
Комун-Нуово (італ. Comun Nuovo) — муніципалітет в Італії, у регіоні Ломбардія,  провінція Бергамо.
Комун-Нуово розташований на відстані близько 480 км на північний захід від Рима, 45 км на північний схід від Мілана, 9 км на південь від Бергамо.
Населення — 4279 осіб (2014).
Щорічний фестиваль відбувається 7 квітня. Покровитель — San Salvatore.

## Демографія
Населення за роками:

Станом на 1 січня 2023 року в муніципалітеті офіційно проживав 331 іноземець з 40 країн, серед них 42 громадяни країн Євросоюзу та 19 громадян України.

## Сусідні муніципалітети
- Левате
- Спірано
- Стеццано
- Урньяно
- Верделло
- Цаніка